# Iampil (oblast de Vinnytsia)
Pour les articles homonymes, voir Yampil.
Iampil (en ukrainien : Ямпіль) ou Iampol (en russe : Ямполь) est une ville de l'oblast de Vinnytsia, en Ukraine. Sa population s'élevait à 10 900 habitants.

## Géographie
Iampil est située sur la rive gauche du Dniestr, face à la ville moldave de Cosăuţi, à 112 km au sud de Vinnytsia et à 295 km au sud-ouest de Kiev.

## Histoire
Iampil est déjà connue au XVIe siècle comme une place commerciale active. Au commencement du XVIIIe siècle elle appartient aux magnats polonais Pototski. Ils bâtissent un quai et des entrepôts de marchandises pour le commerce avec la mer Noire par le Dniestr. En 1795, à l'occasion du troisième partage de la Pologne, Yampil est rattachée à l'Empire russe et obtient alors le statut de ville. Elle devient en 1797 un centre de district du gouvernement de Podolsk. En 1897, elle compte 6 135 habitants, dont 67 pour cent d'orthodoxes et 29 pour cent de Juifs. Dans la seconde moitié du XIXe siècle, Yampil est considérée comme une des villes les plus pauvres du gouvernement de Podolsk. Après les troubles consécutifs à la révolution russe de 1917 et à la guerre civile, le pouvoir soviétique s'établit à Yampil au début de 1921. La même année est créé à Yampil le premier artel industriel, « Proletar ». Des coopératives viticoles sont créées. En 1924, Yampil perd son statut de ville. Pendant la Seconde Guerre mondiale, Yampil est occupée par les forces de l'Axe, Allemands et Roumains, le 21 juillet 1941. Elle est libérée par le deuxième front ukrainien de l'Armée rouge le 20 mars 1944. Yampil retrouve son statut de ville en 1985.

## Population
Recensements (*) ou estimations de la population :
| 1897* | 1923* | 1926* | 1959* | 1970* | 1979*  |
| ----- | ----- | ----- | ----- | ----- | ------ |
| 6 605 | 4 590 | 5 913 | 5 895 | 7 970 | 10 136 |

| 1989*  | 2001*  | 2011   | 2012   | 2013   | 2014   |
| ------ | ------ | ------ | ------ | ------ | ------ |
| 11 937 | 11 787 | 11 302 | 11 316 | 11 300 | 11 329 |

## Personnalités
- Manuil Kozachinsky (1699-1755), confesseur orthodoxe, éducateur, enseignant et scribe, est né à Iampil.